# 短襪

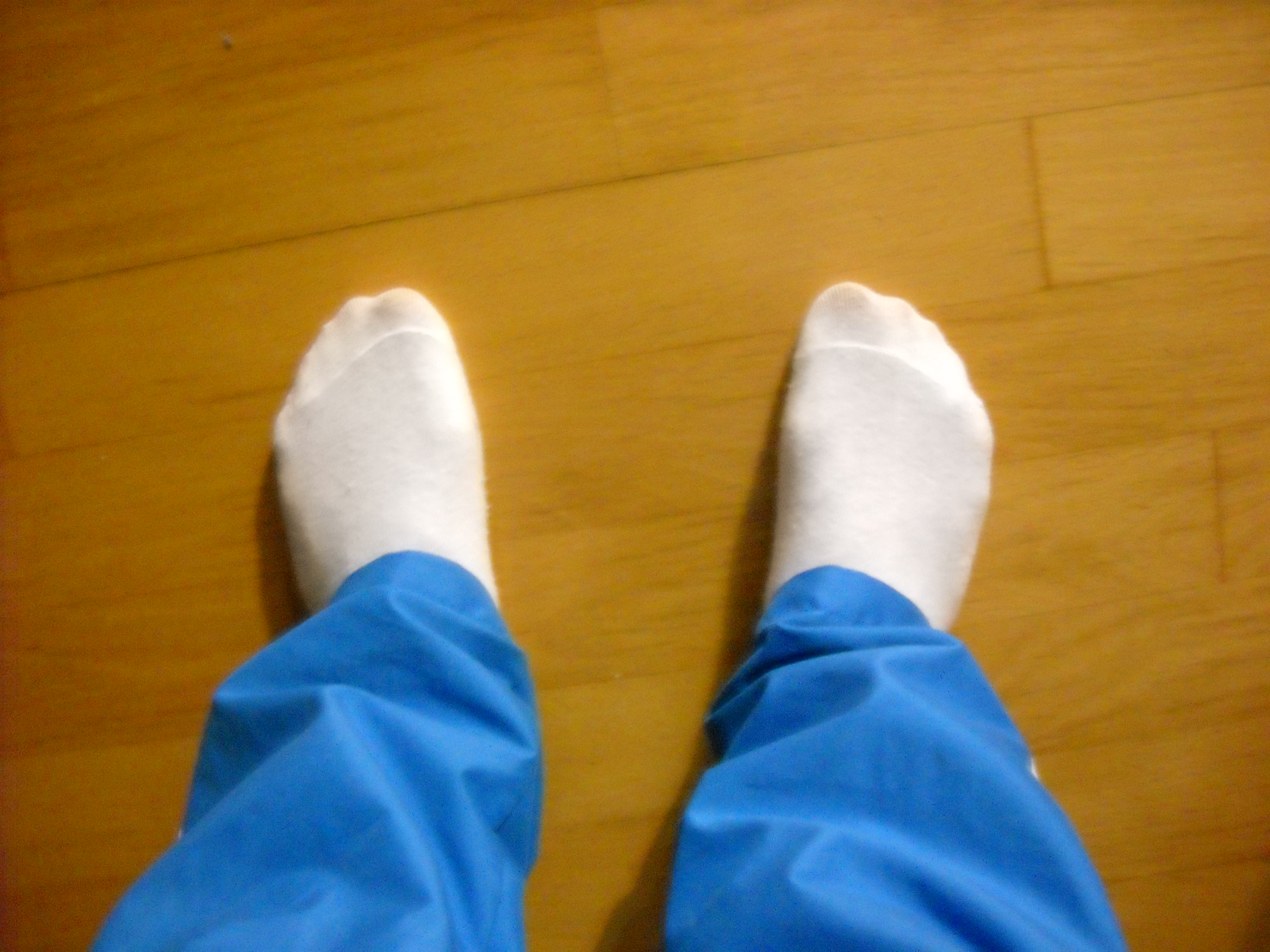
一雙穿在腳上的白色短襪

短襪是襪子的一種，長度最長到腳踝上2~3公分，穿著時包覆整個腳踝，大部分是棉質或尼龍製成。
短襪是不少地區的校服的標準裝備，少數學校校規規定不分男生或女生搭配學生制服的大多是棉質短襪，以深色系（如黑色、深藍色）和白色為主，視校規或校風流行而定。
其設計用途為：
- 減少腳和鞋子的摩擦；
- 保持腳部的溫暖；
- 吸收腳汗。

短襪是在穿包著整支腳踝的鞋子，如運動鞋、靴和皮鞋時所穿的。而在穿著涼鞋或拖鞋時，則很少有人會習慣地穿上短襪。
其顏色繁多，以白、黑、灰、藍最為常見；另外也有上半部為白、底部為其他顏色的設計。在襪筒的兩側大多印有品牌商標。